# Coup d'État de 1996 au Bangladesh
Le coup d'État de 1996 au Bangladesh était une tentative de coup d'État au Bangladesh, lancé par le chef d'état-major de l'armée, Abu Saleh Mohammad Nasim, contre le président du Bangladesh, Abdur Rahman Biswas. Le coup d'État a échoué et le chef d'état-major de l'armée a été démis de ses fonctions.

## Contexte
En février 1996, la première ministre du Bangladesh, Khaleda Zia, a organisé des élections qui ont été boycottées par la principale opposition, la Ligue Awami du Bangladesh, dirigée par Sheikh Hasina, qui avait demandé que les élections soient organisées sous un gouvernement intérimaire neutre. La constitution a été modifiée et un gouvernement intérimaire neutre a été formé. Entre février et juin, le major général G.H. Murshed Khan et le brigadier général Hameedur Rehman se sont exprimés sur la situation politique du pays. Le président Abdur Rahman Biswas a demandé au chef d'état-major de l'armée bangladaise, le lieutenant-général Abu Saleh Mohammed Nasim, de prendre des mesures contre ces officiers. Nasim a refusé, ce qui a conduit le président à renvoyer ces officiers par l'intermédiaire du ministère de la défense. G. H. Morshed Khan était le GOC du cantonnement de Bogra et Hameedur Rahman était le chef adjoint des Bangladesh Rifles (en).

## Événements
Le lieutenant général Abu Saleh Mohammed Nasim se révolte contre les ordres présidentiels et organise des troupes qui lui sont fidèles. IL a été placé en résidence surveillée par les troupes loyales au gouvernement et démis de ses fonctions, puis licencié pour cause de sédition. Les soldats fidèles au gouvernement ont également bloqué les routes menant à la capitale Dacca, car elles pourraient être utilisées pour amener les troupes fidèles au général Nasim. La situation était plus tendue dans le nord du canton de Bogra, où le GOC, le général de division G.H. Murshed Khan, a été limogé par le président. Des soldats ont protégé les stations de télévision et de radio du gouvernement. Le général Nasim a été placé sous la garde de la police militaire et détenu dans le mess des officiers VIP. Les soldats du cantonnement de Bogra et du cantonnement de Mymensingh soutiennent le général Nasim. Les soldats du cantonnement de Mymensingh ont essayé de se rendre à Dacca mais sont retournés à leur base lorsque le président leur a ordonné de le faire. Les troupes du cantonnement de Bogra ne pouvaient pas atteindre la capitale, car elles ne pouvaient pas traverser la rivière Jamuna. Le major général Imamuzzaman Chowdhury de la neuvième division d'infanterie, qui commandait la division située le plus près de Dacca, est resté fidèle au président. Il a ordonné le retrait de tous les bateaux et ferries de la rivière Jamuna dans le port d'Aricha, afin que les divisions Bogra et Jessore ne puissent pas la traverser. L'autre côté de la rivière était contrôlé par les troupes du cantonnement de Savar qui restaient fidèles au président.

## Conséquences
Le major général Muhammad Mahbubur Rahman (en) a été nommé nouveau chef de l'armée par le président. Sheikh Hasina a remporté les élections parlementaires menées par le gouvernement intérimaire. Le général Mahbubur Rahman a rejoint le Parti nationaliste du Bangladesh après sa retraite. Le coup d'État manqué a renforcé l'image de l'armée du Bangladesh et sa volonté de soutenir la démocratie.